# Semotrachia jinkana
Semotrachia jinkana är en snäckart som beskrevs av Alan Solem 1993. Semotrachia jinkana ingår i släktet Semotrachia och familjen Camaenidae. Inga underarter finns listade i Catalogue of Life.